# お昼はZENKAI ラヂオな時間
お昼はZETTAI ラジTIME（おひるはゼッタイ ラジタイム）は、KRYラジオの昼のワイド番組。
本稿では2021年春のリニューアルによって改題されたお昼はZENKAI ラヂオな時間（おひるはゼンカイ ラヂオなじかん）についても触れる。

## 概要
KRYラジオの昼のワイド番組の枠は、1973年4月に始まった「Joy Joy アフタヌーン」が大基になっている。1988年4月に「あんたのんたの昼からワイド」、そして1993年10月には「治美のそれっちゃそれそれ」などの番組を経て、KRYラジオの昼の大型ワイドは継続されてきた。
しかし1999年4月からは「KRYわくわくワイド“ひるらじ”」→2001年7月に「きららWave」→2002年4月に「昼休みほっとサイト」・「ホットバザール〜ランチのあとで〜」と番組が次々と入れ替わっていった。ちなみに「ほっとサイト」以外は2人以上の掛け合い番組であった。ところが聴取率が低く、「ほっとサイト」と「ホットバザール」の放送枠が合併し、2003年4月7日より放送を開始。
2006年6月12日 21:00 - 21:40に、「夜もZENKAI スポーツの時間」（よるもゼンカイ スポーツのじかん）が放送された。
番組テーマ曲は、「ラヂオな時間」の時期は、関口和之feat.竹中直人のアルバム『口笛とウクレレ』に収録されている私の青空。「ラジTIME」の時期はH ZETTRIOのJourney。
2021年3月26日をもって『お昼はZENKAI ラヂオな時間』としての18年の歴史に幕を下ろし、29日からは『お昼はZETTAI ラジTIME』にリニューアル。
リニューアル後も配置変更等を含めて、大半のパーソナリティは続投している。

## 放送時間
全て平日の放送。
お昼はZENKAI ラヂオな時間
- 放送開始 - 2003年9月：11:55 - 14:30
- 2003年10月 - 2007年3月：11:55 - 15:30
- 2007年4月 - 2016年3月：12:00 - 15:30
- 2016年4月 - 2021年3月26日：12:00 - 16:00

お昼はZETTAI ラジTIME
- 2021年3月29日 - ：12:00 - 16:00

## 出演者

### パーソナリティの変遷
| お昼はZENKAI ラヂオな時間 | お昼はZENKAI ラヂオな時間 | お昼はZENKAI ラヂオな時間 | お昼はZENKAI ラヂオな時間 | お昼はZENKAI ラヂオな時間 | お昼はZENKAI ラヂオな時間 |
|                           | 月曜日                    | 火曜日                    | 水曜日                    | 木曜日                    | 金曜日                    |
| ------------------------- | ------------------------- | ------------------------- | ------------------------- | ------------------------- | ------------------------- |
| 2003.04.07 - 2006.09.29   | 原田かおり                | 原田かおり                | 福谷貞夫                  | 福谷貞夫                  | 高橋裕                    |
| 2006.10.02 - 2007.03.30   | 原田かおり                | 原田かおり                | 福谷貞夫                  | 鈴木久美                  | 原田かおり                |
| 2007.04.02 - 2009.03.31   | 原田かおり                | 原田かおり                | 原田かおり                | 鈴木久美                  | 福谷貞夫 青木京子         |
| 2009.04.01 - 2011.04.01   | 高橋良 原田かおり         | 渡辺三千彦 原田かおり     | 高橋良 青木京子           | 竹重雅則 鈴木久美         | 福谷貞夫 青木京子         |
| 2011.04.04 - 2011.07.29   | 山根由紀夫 原田かおり     | 山根由紀夫 原田かおり     | 福屋利信 青木京子         | 渡辺三千彦 鈴木久美       | 福谷貞夫 青木京子         |
| 2011.08.01 - 2012.03.30   | 山根由紀夫 原田かおり     | 山根由紀夫 原田かおり     | 福屋利信 青木京子         | 山本博子 鈴木久美         | 渡辺三千彦 青木京子       |
| 2012.04.02 - 2014.03.28   | 山根由紀夫 原田かおり     | 山根由紀夫 原田かおり     | 福屋利信 青木京子         | 渡辺三千彦 鈴木久美       | 渡辺三千彦 青木京子       |
| 2014.03.31 - 2014.09.26   | 山根由紀夫 原田かおり     | 山根由紀夫 原田かおり     | 高井信義 青木京子         | 渡辺三千彦 鈴木久美       | 渡辺三千彦 青木京子       |
| 2014.09.29 - 2015.03.27   | 山根由紀夫 原田かおり     | 山根由紀夫 原田かおり     | 成田弘毅 青木京子         | 渡辺三千彦 鈴木久美       | 渡辺三千彦 青木京子       |
| 2015.03.30 - 2016.09.30   | 山根由紀夫 原田かおり     | 山根由紀夫 原田かおり     | 成田弘毅 竹島知江         | 渡辺三千彦 河野康子       | 渡辺三千彦 青木京子       |
| 2016.10.03 - 2017.03.31   | 山根由紀夫 丹黒香奈子     | 山根由紀夫 原田かおり     | 成田弘毅 竹島知江         | 渡辺三千彦 河野康子       | 渡辺三千彦 青木京子       |
| 2017.04.03 - 2017.10.27   | 山根由紀夫 山本博子       | 山根由紀夫 原田かおり     | 成田弘毅 竹島知江         | 渡辺三千彦 河野康子       | 渡辺三千彦 青木京子       |
| 2017.10.30 - 2020.02.28   | 山根由紀夫 山本博子       | 山根由紀夫 原田かおり     | 力石舜久 竹島知江         | 渡辺三千彦 河野康子       | 渡辺三千彦 青木京子       |
| 2020.03.02 - 2020.03.27   | 山根由紀夫 山本博子       | 山根由紀夫 原田かおり     | 藤澤達弥 竹島知江         | 渡辺三千彦 河野康子       | 渡辺三千彦 青木京子       |
| 2020.03.30 - 2021.03.26   | 國本泰功 山本博子         | 山根由紀夫 原田かおり     | 藤澤達弥 竹島知江         | 渡辺三千彦 河野康子       | 渡辺三千彦 青木京子       |
| お昼はZETTAI ラジTIME     |                           |                           |                           |                           |                           |
|                           | 月曜日                    | 火曜日                    | 水曜日                    | 木曜日                    | 金曜日                    |
| 2021.03.29 - 2022.04.01   | 山根由紀夫 原田かおり     | 竹重雅則 山本恭子         | 竹重雅則 竹島知江         | 渡辺三千彦 河野康子       | 渡辺三千彦 青木京子       |
| 2022.04.04 - 2023.03.31   | 山根由紀夫 原田かおり     | 竹重雅則 中村衣里         | 竹重雅則 竹島知江         | 渡辺三千彦 河野康子       | 渡辺三千彦 青木京子       |
| 2023.04.03 - 2023.08.04   | 山根由紀夫 原田かおり     | 竹重雅則 中村衣里         | 竹重雅則 竹島知江         | 渡辺三千彦 福井恭子       | 渡辺三千彦 青木京子       |
| 2023.08.07 - 2024.03.29   | 山根由紀夫 原田かおり     | 竹重雅則 山本博子         | 竹重雅則 竹島知江         | 渡辺三千彦 福井恭子       | 渡辺三千彦 青木京子       |
| 2024.04.01 - 2025.03.28   | 山根由紀夫 原田かおり     | 成田弘毅 中村衣里         | 竹重雅則 竹島知江         | 榎本まさひろ 河野康子     | 渡辺三千彦 青木京子       |
| 2025.03.31 -              | 山根由紀夫 原田かおり     | 竹重雅則 中村衣里         | 山田怜司 竹島知江         | 榎本まさひろ 河野康子     | 渡辺三千彦 青木京子       |

- 山根由紀夫（月曜、2011年4月〜）※木曜・金曜担当の渡辺三千彦とは、10年来音楽番組（金夜はロック座等）を担当してきた地元タレントであり、メタルバンド『EX.DANGER』のベース担当、徳山大学客員教授。
- 原田かおり（月曜、番組開始〜）
- 中村衣里（火曜、2022年4月5日〜2023年8月1日、2024年4月2日～）
- 竹重雅則（水曜、2021年3月30日〜、2009年4月〜2011年3月2日にも木曜を担当し、卒業後おはようKRYのメインへ移動になり、2021年春に昼ワイドに復帰、2024年3月まで火曜・水曜、2024年4月から2025年3月まで水曜を担当していた）
- 竹島知江（水曜、2015年4月〜）
- 山田怜司（水曜、2025年3月31日〜）
- 榎本まさひろ(木曜、2024年4月4日～)
- 河野康子（木曜、2015年4月〜2023年3月30日、2024年4月4日～）
- 渡辺三千彦（金曜、2009年4月〜、2011年4月～2024年3月までは木曜も担当していた)
- 青木京子（金曜、2007年4月〜）

公式サイトでは一部のコンビに愛称をつけている。

山根&丹黑は「ごくさん&かぐせん」、山根&山本は「やまやま」、國本&山本は「もともと」、原田&山根は「かおり&かぐせん」、金曜日（2023年時点は渡辺&青木）は「ひるきん」としている。

### レポーター
- 水津香織（水曜、ワンポイント県政、中継レポーター）
- 福井恭子（不定期、中継レポーター、2023年4月から2024年3月まで木曜パーソナリティも兼任していた）
- 中村恵理（不定期、中継レポーター）

### 過去のパーソナリティ
- 高橋裕（番組開始〜2006年9月8日）卒業後熱血テレビ2代目司会者となった
- 高橋良（2009年4月〜2011年3月）、卒業後スクープアップやまぐちへ
- 福谷貞夫（番組開始〜2011年7月）
- 福屋利信（2011年4月〜2014年3月、降板後も2021年3月までコーナー出演していた）元山口大学教授・博士（文学）
- 高井信義（2014年4月〜9月）
- 鈴木久美（2006年10月〜2015年3月）
- 山口大学の留学生（2012年4月〜2014年3月の期間、水曜で月1回の出演）
  - 安ジンソル（韓国人・留学生　2012年〜2013年3月27日）
  - センクンバ・ジャコブ（2013年4月〜2014年3月）
- 丹黒香奈子（2016年10月〜2017年3月）卒業後KRYさわやかモーニング8代目女性キャスターへ
- 力石舜久（2017年11月〜2020年2月）他部署への異動により降板
- 國本泰功（2020年3月30日〜2021年3月22日）
- 山本博子（2011年8月〜2012年3月・2017年4月〜2021年3月22日・2023年8月7日～2024年3月26日）
- 藤澤達弥（2020年3月〜2021年3月24日）卒業後KRYさわやかモーニング7代目男性キャスターへ
- 山本恭子（2021年3月30日〜2022年3月29日）
- 福井恭子（木曜、2023年4月6日〜2024年3月28日、パーソナリティ就任以前から不定期で中継レポーターを担当していた）
- 成田弘毅（火曜、2014年10月〜2017年10月、2024年4月2日～2025年3月25日）

## タイムテーブル・コーナー
2023年4月時点

曜日テーマ
- 月曜：はらはらわちゃわちゃオノマトペTIME・入口出口ストーリーズ・かぐわし
- 火曜：夕べ、なん食べたん?・吾輩も辞書である
- 水曜：テーマリクエスト
- 木曜：ピエールのテキトー相談室
- 金曜：ひるきん編集局

- 12:00 - オープニング&ニュース
- 12:20 - ガチQ
- 12:55 - 道路交通情報
- 13:00 - 中国新聞ニュース
- 13:05 - リクエスト・メッセージ
  - (水曜) 麺パラorまだキュン
  - (木曜) 自然を訪ねて
- 13:20 - (木曜) ラジオなゆめコレ
- 13:30 これからの天気（山本昇治or中原一徹（KRY気象予報士）担当）
- 13:35 -　
  - (火曜) 山本昇治のもしもに備える防災TIME（毎年6月から9月の期間限定）
  - (水曜) ワンポイント県政
  - (金曜) ラジオショッピング
- 13:40 - (木曜) やまぐちマイタウン
- 13:45 - (火曜) えん歌ほしの地図（2021年4月から、DO!ASAより移動）
- 13:55 - 道路交通情報
- 14:00 - 読売新聞ニュース
- 14:05 -
  - (月曜) 県警情報
  - (金曜) 航空機空席情報
- 14:10 -
  - (金曜) つぶやけTokuyamap
- 14:30 - (月曜-木曜) ラジオショッピング（主に快適生活）
- 14:50 - 
  - (月曜-木曜) 荻原次晴のニッポン応援団
  - (金曜) 朗読のヒロバ（TBSラジオ製作）
- 15:00 - マルキュウ・アルクこだわり情報
- 15:10 - ラジオショッピング（主にジャパネットたかた）
- 15:25 - (火曜) 絵本の世界（2021年4月から、DO!ASAより移動）
- 15:45 - 並べて〜453す!
- 15:55 - エンディング

### かつてのコーナー
- あえたらいいね（ガチQの前身コーナー）
- ティータイムゴルフ情報（?～2022年3月、火曜 14:10-14:15）
- 進物の大進 おしえて!冠婚葬祭（?～2022年3月、第1・3週 火曜 14:15-14:25）

内包ネット番組
- 日本列島ほっと通信（放送開始～2012年3月30日、14:50-15:00、TBSラジオ製作）
- トヨタ街角ステーション→日本を元気に!あなたの街のささえびと（?～2022年3月、木曜 14:05-14:15、ニッポン放送が幹事の企画ネット番組)
- ドライバーズ・リクエスト→GIFT〜未来への贈り物〜→朗読のミカタ→（放送開始～2023年3月、14:40-14:50→14:50-15:00、TBSラジオ製作）
- 三井ダイレクト損保 presents 強くてやさしい金曜日(金曜 14:50-15:00)